# شهرستان اوبیون (تنسی)
شهرستان اوبیون، تنسی (به انگلیسی: Obion County, Tennessee) یک سکونتگاه مسکونی در ایالات متحده آمریکا است که در تنسی واقع شده‌است.

## خصوصیات
شهرستان اوبیون ۱٬۴۳۸ کیلومترمربع مساحت دارد.